# Грб Пераста
Грб Пераста је древни аристократски грб насеља Пераст.
Током историје грб овог насеља је више пута мијењао свој изглед. Основ који је остајао непромјењив јесте крунисани штит унутар кога су приказане двије руке које држе крст. 
Поријекло и значење овог грба званичној хералдици није познато.